# Laburnum Grove
Pour plus de détails, voir Fiche technique et Distribution.
Laburnum Grove est un film britannique réalisé par Carol Reed, sorti en 1936.

## Synopsis
Ferndale, dans Laburnum Grove, est une résidence située dans une banlieue de Londres. Cet immeuble est sous la tutelle de George Radfern, un respectable homme d'affaires qui aime faire pousser des tomates. Les autres habitants sont sa femme et sa fille Elsie, qui vient de se fiancer avec Harold Russ, et la sœur de Mme Radfern et son mari, les Baxley, des pique-assiette.
Un dimanche soir, Baxley cherche à emprunter 450 £ à Radfern, quelques minutes plus tard c'est Elsie et Harold qui demandent un prêt pour aider ce dernier à créer son affaire. Une visite interrompt leur discussion et Radfern leur dit qu'il donnera sa réponse après dîner. Comme Mme Radfern est absente pour la soirée, c'est Mme Baxley qui prépare le repas. Autour de la table, la conversation porte sur leur calme banlieue et les envies d'aventure. Baxley proclame qu'il ne toucherait jamais à de l'argent sale. Radfern n'est pas d'accord et il révèle qu'en fait il ne travaille plus dans le commerce de gros de papier, mais qu'il contrefait des billets de banque pour le compte d'un gang recherché par la police. De crainte d'avoir des problèmes, Harold s'en va et Elsie se retire dans sa chambre. Après que Radfern a dit aux Baxley qu'ils sont désormais complices, un policier frappe à la porte, mais ce n'est que pour ramener à Radfern son chien qui s'était échappé. Mme Radfern rentre chez elle, ignorant tout ce qui vient de se passer.
Le lendemain matin arrive une lettre d'Harold, qui ne veut plus se fiancer avec Elsie. Avant de partir en voyage d'affaires à Birmingham, Radfern suggère aux Baxley d'emmener Elsie dans le West End, peut-être pour aller voir un film de gangsters et leur donne un billet de deux livres pour leurs dépenses. Alors qu'ils sont sur le départ, une autre policier arrive et demande après Radfern. Comme il n'est pas là, il prévient qu'il repassera. Dans le bus, Elsie et les Baxley entendent d'autres passagers parler de criminels et prennent peur lorsqu'ils pensent être suivi par un homme avec des lunettes noires. Au restaurant, Baxley hésite à payer avec le billet que lui a donné Radfern, mais le caissier l'accepte sans hésitation. Ils se rendent aensuite au Stoll Picture Theatre, pour en sortir peu après, l'homme aux lunettes s'étant assis derrière eux.
Alors qu'elle s'occupe du jardin, Mme Radfern, toujours pas au courant des révélations de son mari, reçoit poliment l'inspecteur Slack, qui cherche des informations à propos des activités de Radfern. À leur retour, Elsie et les Baxley rencontrent l'inspecteur et, une fois rentrés dans la maison, mettent au courant Mme Radfern de la vie de criminel de son mari. Elle prend cela pour une plaisanterie de Radfern, liée à un livre sur une affaire de cambriolage qu'ils viennent de lire.
Radfern revient de Birmingham juste avant que Slack ne revienne le voir. Ils discutent devant les plants de tomates et Slack propose de laisser tomber les charges si Radfern coopère avec la police. Radfern lui fait remarquer qu'il manque de preuves, mais juste après le départ de l'inspecteur il téléphone des instructions pour que soient détruites les plaques et les presses, puis il demande à sa femme et sa fille de se tenir prêtes pour un voyage à Amsterdam et une longue croisière loin des juridictions britanniques.

## Fiche technique
- Titre original : Laburnum Grove
- Réalisation : Carol Reed
- Scénario : Anthony Kimmins, d'après la pièce de théâtre de John Boynton Priestley
- Direction artistique : Edward Carrick (en), Denis Wreford
- Photographie : John W. Boyle
- Son : Paul F. Wiser
- Montage : Jack Kitchin (en)
- Production : Basil Dean
- Société de production : Associated Talking Pictures
- Société de distribution : Ealing Distribution
- Pays de production :  Royaume-Uni
- Langue originale : anglais
- Format : Noir et blanc  — 35 mm — 1,37:1 — son mono
- Genre : Comédie
- Durée : 73 minutes
- Dates de sortie : Royaume-Uni : 1er mai 1936

## Distribution
- Edmund Gwenn : Georges Radfern
- Katie Johnson : Mme Radfern
- Victoria Hopper : Elsie Radfern
- Cedric Hardwicke : M. Baxley
- Ethel Coleridge (en) : Mme Baxley
- Francis James : Harold Russ
- James Harcourt : Joe Fletten
- David Hawthorne : Inspecteur Stack
- Frederick Burtwell : Simpson
- Terry Conlin : Sergent de police
- Norman Walker : l'homme aux lunettes noires